# Trofeo Mundial por equipos de patinaje artístico sobre hielo de 2017
El Trofeo Mundial por equipos de 2017 fue una competición de patinaje artístico sobre hielo celebrada en Tokio, Japón, del 20 al 23 de abril de 2017. Los seis países que obtuvieron los mejores resultados de la temporada 2016/2017 fueron seleccionados para tomar parte en la competición. Cada país participó con dos patinadores en las disciplinas de patinaje individual femenino y masculino, y sendas parejas en patinaje en parejas y danza sobre hielo. El equipo japonés se clasificó en primer lugar, lo siguieron Rusia en el segundo puesto y Estados Unidos en el tercero. 

## Participantes
| País           | Patinaje masculino            | Patinaje femenino                     | Patinaje en parejas                     | Danza sobre hielo hielo              |
| -------------- | ----------------------------- | ------------------------------------- | --------------------------------------- | ------------------------------------ |
| Canadá         | Patrick Chan Kevin Reynolds   | Alaine Chartrand Gabrielle Daleman    | Kirsten Moore-Torres / Michael Marinaro | Kaitlyn Weaver / Andrew Poje         |
| China          | Jin Boyang Li Tangxu          | Li Xiangning Li Zijun                 | Peng Cheng / Jin Yang                   | Wang Shiyue / Liu Xinyu              |
| Francia        | Kévin Aymoz Chafik Besseghier | Laurine Lecavelier Maé-Bérénice Méité | Vanessa James / Morgan Cipres           | Marie-Jade Lauriault / Romain Le Gac |
| Japón          | Yuzuru Hanyū Shoma Uno        | Wakaba Higuchi Mai Mihara             | Sumire Suto / Francis Boudreau-Audet    | Kana Muramoto / Chris Reed           |
| Rusia          | Mijáil Kolyada Maksim Kovtun  | Yevguéniya Medvédeva Yelena Radiónova | Yevguéniya Tarasova / Vladimir Morozov  | Yekaterina Bobrova / Dmitri Soloviev |
| Estados Unidos | Jason Brown Nathan Chen       | Karen Chen Ashley Wagner              | Ashley Cain / Timothy LeDuc             | Madison Chock / Evan Bates           |

## Resultados

### Resultados por equipos
| Puesto | Nación         | Patinaje masculino | Patinaje masculino | Patinaje femenino | Patinaje femenino | Pares          | Pares          | Danza de hielo | Danza de hielo | Puntos de equipo total |
| Puesto | Nación         | Programa corto     | Programa libre     | Programa corto    | Programa libre    | Programa corto | Programa libre | Danza corta    | Danza libre    | Puntos de equipo total |
| ------ | -------------- | ------------------ | ------------------ | ----------------- | ----------------- | -------------- | -------------- | -------------- | -------------- | ---------------------- |
| 1      | Japón          | 18                 | 23                 | 18                | 21                | 7              | 7              | 8              | 7              | 109                    |
| 2      | Rusia          | 11                 | 11                 | 23                | 20                | 9              | 11             | 10             | 10             | 105                    |
| 3      | Estados Unidos | 19                 | 16                 | 12                | 11                | 8              | 8              | 12             | 11             | 97                     |
| 4      | Canadá         | 8                  | 14                 | 12                | 11                | 10             | 9              | 11             | 12             | 87                     |
| 5      | China          | 13                 | 7                  | 10                | 11                | 11             | 10             | 9              | 9              | 80                     |
| 6      | Francia        | 9                  | 7                  | 3                 | 4                 | 12             | 12             | 7              | 8              | 62                     |

### Patinaje masculino
| Puesto | Nombre            | Nación         | Puntos totales | Programa corto | Programa corto | Puntos de equipo | Programa libre | Programa libre | Puntos de equipo |
| ------ | ----------------- | -------------- | -------------- | -------------- | -------------- | ---------------- | -------------- | -------------- | ---------------- |
| 1      | Shōma Uno         | Japón          | 302,02         | 1              | 103,53         | 12               | 2              | 198,49         | 11               |
| 2      | Nathan Chen       | Estados Unidos | 284,52         | 2              | 99,28          | 11               | 4              | 185,24         | 9                |
| 3      | Yuzuru Hanyu      | Japón          | 284,00         | 7              | 83,51          | 6                | 1              | 200,49         | 12               |
| 4      | Mijáil Kolyada    | Rusia          | 279,41         | 4              | 95,37          | 9                | 5              | 184,04         | 8                |
| 5      | Patrick Chan      | Canadá         | 276,47         | 6              | 85,73          | 7                | 3              | 190,74         | 10               |
| 6      | Jason Brown       | Estados Unidos | 273,67         | 5              | 94,32          | 8                | 6              | 179,35         | 7                |
| 7      | Jin Boyang        | China          | 272,61         | 3              | 97,98          | 10               | 7              | 174,63         | 6                |
| 8      | Chafik Besseghier | Francia        | 239,39         | 8              | 81,93          | 5                | 8              | 157,46         | 5                |
| 9      | Maksim Kovtun     | Rusia          | 212,91         | 11             | 64,62          | 2                | 10             | 148,29         | 3                |
| 10     | Kevin Reynolds    | Canadá         | 212,29         | 12             | 61,88          | 1                | 9              | 150,41         | 4                |
| 11     | Kévin Aymoz       | Francia        | 194,66         | 9              | 67,23          | 4                | 11             | 127,43         | 2                |
| 12     | Li Tangxu         | China          | 190,56         | 10             | 65,24          | 3                | 12             | 125,32         | 1                |

### Patinaje femenino
Yevguéniya Medvédeva estableció nuevas plumarcas mundiales para el programa corto (80,85 puntos), para el programa libre (160,46 puntos), y para la puntuación combinada total (241,31 puntos).
| Puesto | Nombre               | Nación         | Puntos totales | Programa corto | Programa corto | Puntos de equipo | Programa libre | Programa libre | Puntos de equipo |
| ------ | -------------------- | -------------- | -------------- | -------------- | -------------- | ---------------- | -------------- | -------------- | ---------------- |
| 1      | Yevguéniya Medvédeva | Rusia          | 241,31         | 1              | 80,85          | 12               | 1              | 160,46         | 12               |
| 2      | Mai Mihara           | Japón          | 218,27         | 3              | 72,10          | 10               | 2              | 146,17         | 11               |
| 3      | Wakaba Higuchi       | Japón          | 216,71         | 5              | 71,41          | 8                | 3              | 145,30         | 10               |
| 4      | Gabrielle Daleman    | Canadá         | 214,15         | 4              | 71,74          | 9                | 4              | 142,41         | 9                |
| 5      | Yelena Radiónova     | Rusia          | 209,29         | 2              | 72,21          | 11               | 5              | 137,08         | 8                |
| 6      | Ashley Wagner        | Estados Unidos | 204,01         | 6              | 70,75          | 7                | 6              | 133,26         | 7                |
| 7      | Li Zijun             | China          | 188,06         | 9              | 59,76          | 4                | 7              | 128,30         | 6                |
| 8      | Li Xiangning         | China          | 179,42         | 7              | 63,81          | 6                | 8              | 115,61         | 5                |
| 9      | Karen Chen           | Estados Unidos | 168,95         | 8              | 60,33          | 5                | 9              | 108,62         | 4                |
| 10     | Alaine Chartrand     | Canadá         | 166,28         | 10             | 59,13          | 3                | 11             | 107,15         | 2                |
| 11     | Laurine Lecavelier   | Francia        | 161,58         | 11             | 54,15          | 2                | 10             | 107,43         | 3                |
| 12     | Maé-Bérénice Méité   | Francia        | 154,69         | 12             | 49,11          | 1                | 12             | 105,58         | 1                |

### Patinaje en pareja
| Puesto | Nombre                                  | Nación         | Puntos totales | Programa corto | Programa corto | Puntos de equipo | Programa libre | Programa libre | Puntos de equipo |
| ------ | --------------------------------------- | -------------- | -------------- | -------------- | -------------- | ---------------- | -------------- | -------------- | ---------------- |
| 1      | Vanessa James / Morgan Cipres           | Francia        | 222,59         | 1              | 75,72          | 12               | 1              | 146,87         | 12               |
| 2      | Yevguénia Tarasova / Vladimir Morozov   | Rusia          | 208,75         | 4              | 66,37          | 9                | 2              | 142,38         | 11               |
| 3      | Peng Cheng / Jin Yang                   | China          | 204,49         | 2              | 71,36          | 11               | 3              | 133,13         | 10               |
| 4      | Kirsten Moore-Torres / Michael Marinaro | Canadá         | 199,65         | 3              | 69,56          | 10               | 4              | 130,09         | 9                |
| 5      | Ashley Cain / Timothy LeDuc             | Estados Unidos | 163,80         | 5              | 59,57          | 8                | 5              | 104,23         | 8                |
| 6      | Sumire Suto / Francis Boudreau-Audet    | Japón          | 152,41         | 6              | 54,84          | 7                | 6              | 97,57          | 7                |

### Danza sobre hielo
| Puesto | Nombre                               | Nación         | Puntos totales | Danza corta | Danza corta | Puntos de equipo | Danza libre | Danza libre | Puntos de equipo |
| ------ | ------------------------------------ | -------------- | -------------- | ----------- | ----------- | ---------------- | ----------- | ----------- | ---------------- |
| 1      | Kaitlyn Weaver / Andrew Poje         | Canadá         | 190,56         | 2           | 76,73       | 11               | 1           | 113,83      | 12               |
| 2      | Madison Chock / Evan Bates           | Estados Unidos | 189,01         | 1           | 79,05       | 12               | 2           | 109,96      | 11               |
| 3      | Yekaterina Bobrova / Dmitri Soloviev | Rusia          | 173,49         | 3           | 68,94       | 10               | 3           | 104,55      | 10               |
| 4      | Wang Shiyue / Liu Xinyu              | China          | 158,36         | 4           | 64,03       | 9                | 4           | 94,33       | 9                |
| 5      | Kana Muramoto / Chris Reed           | Japón          | 156,45         | 5           | 63,77       | 8                | 6           | 92,68       | 7                |
| 6      | Marie-Jade Lauriault / Romain Le Gac | Francia        | 154,36         | 6           | 61,44       | 7                | 5           | 92,92       | 8                |